# Осташов, Игорь Петрович
Игорь Петрович Осташов (3 мая 1937, Архангельск — 1 апреля 1998, Московская область) — советский конькобежец. Участник зимних Олимпийских игр 1964 года.

## Биография
Игорь Осташов родился 3 мая 1937 года в городе Архангельск.
В 1962 году окончил Архангельский государственный медицинский институт.
Выступал в соревнованиях по конькобежному спорту за архангельский «Буревестник», свердловские «Буревестник» и ШВСМ (во время срочной армейской службы).
Участвовал в двух чемпионатах Европы. В 1963 году в Гётеборге занял 19-е место в многоборье, в 1964 году в Осло — 17-е.
В 1964 году вошёл в состав сборной СССР на зимних Олимпийских играх в Инсбруке. На дистанции 10 000 метров занял 12-е место, показав результат 16 минут 45,5 секунды и уступив 55,4 секунды завоевавшему золото Йонни Нильссону из Швеции.
Мастер спорта СССР международного класса (1973).
Работал доцентом кафедры физического воспитания Московского государственного университета культуры.
Кандидат медицинских наук. Заслуженный работник физической культуры России (22 января 1997).
Умер 1 апреля 1998 года в Московской области.

## Личные рекорды
- 500 метров — 41,7 (1970)[2]
- 1500 метров — 2.07,3 (1968)[2]
- 5000 метров — 7.49,3 (1968)[2]
- 10 000 метров — 16.05,7 (1964)[2]